# Abraham Palitsyne
Abraham Palitsyne (Palitsine ou Abraham Palitzyne ; en russe : Авраамий Палицын, transcription : Avraami Palitsyne), de son vrai nom Averki Ivanovitch Palitsyne (en russe : Аве́ркий Ива́нович сын Па́лицын), mort en septembre 1626, est un moine et historien russe du XVIIe siècle.

## Biographie
Abraham Palitsyne vient d'une famille noble. Il a commencé sa carrière sous le règne d'Ivan le Terrible. Il devient moine en 1558 sous le nom d'Abraham, et sert comme cellérier au monastère Laure de la Trinité-Saint-Serge entre 1608 et 1619. Il est alors souvent à Moscou (le monastère est à 40 km) et à la cour. Lorsque le monastère est envahi en 1610-1611 par les troupes polono-lituaniennes, il reste à Moscou et règle un certain nombre d'affaires financières.
Après la chute de Chouiski, il fait partie d'une délégation diplomatique à Smolensk, auprès du roi Sigismond III de Pologne, et il repart à Moscou. Lors du soulèvement national en 1612, il est dans les troupes urbaines contre les Polonais, il participe au zemski sobor (assemblée du peuple) d'élection de Michel Romanov en 1613 et va à Kostroma à la rencontre du nouveau tsar.
Jusqu'en 1619, il est resté au monastère de la Trinité. Après le retour de  Philarète en 1619, il est envoyé par ce dernier au monastère Solovetski où il meurt en 1625.

## Œuvre
La partie centrale de son ouvrage Récit du siège de Saint-Serge de La Trinité par les Polonais et Les Lituaniens, et des troubles qui éclatèrent ensuite en Russie (Сказание об осаде Троицкого монастыря от поляков и литвы, и о бывших потом в России мятежах) est consacrée à la défense du monastère de la Trinité  entre 1608 et 1610 pendant l'occupation polono-lituanienne.
Abraham Palitsyne a aussi rédigé Histoire à retenir par les générations futures (История в память предыдущим родом), un récit du Temps des troubles.